# Asketanthera obtusifolia
Asketanthera obtusifolia là một loài thực vật có hoa trong họ La bố ma. Loài này được Alain mô tả khoa học đầu tiên năm 1973.